# Гошице (Малопольское воеводство)
Гоши́це (пол. Goszyce) — село в Польше в сельской гмине Коцмыжув-Любожица Краковского повета Малопольского воеводства.

## География
Село располагается в 19 км от административного центра воеводства города Краков.

## История
Первое письменное упоминание о селе относится в документе польского короля Казимира Великого от 1381 года. Первоначально село принадлежало королеве Ядвиге. В 1398 году король Ягайло подарил село краковскому капитулу. Позднее село принадлежало Ядвиге из Тенчина.
В 1673 году в селе была построена деревянная усадьба, сохранившаяся до нашего времени.
В 1820 году владельцем села стал профессор Ягеллонского университета Войцех Ежи Бодушинский. За участие Феликса Бодушинского в ноябрьском восстании, который был сыном Войцеха Ежи Бодушинского, российское правительство в 1831 году конфисковало земельную собственность в Гошице. После амнистии собственность была возвращена владельцу. В 1890 году внук Войцеха Ежи Бодушинского Артур Завиша построил в Гошице ещё одну усадьбу.
4 августа 1914 года в селе останавливался стрелецкий патруль под командованием будущего полковника кавалерии Войска Польского Владислава Белины-Пражмовского, о чём упоминает мемориальная табличка, установленная на одном из домов села.
Дочь Артура Завиши польская писательница Зофия Кернова владела селом до 1945 года, когда земля была передана в государственную собственность для использования Горно-металлургической академии. В послевоенное время в Гошице располагался учебный центр этой академии. На рубеже 1944—1945 года в селе в усадьбе Зофии Керновой скрывался после побега из лагеря польский поэт Чеслав Милош.
В 1975—1998 годах село входило в состав Краковского воеводства.

## Население
По состоянию на 2013 год в селе проживало 523 человека.
| 2010 | 2013 |
| ---- | ---- |
| 489  | 523  |

| Перепись  | Всего   | Всего | Женщины | Женщины | Мужчины | Мужчины |
| --------- | ------- | ----- | ------- | ------- | ------- | ------- |
| Единицы   | человек | %     | человек | %       | человек | %       |
| Население | 523     | 100   | 268     |         | 255     |         |

## Достопримечательности
- Старая усадьба — памятник культуры Малопольского воеводства[4]. Старейшая деревянная усадьба в Польше (датируется 1673 годом). Входит в туристический маршрут «Малопольский путь деревянной архитектуры»;
- Усадьба Завишей — памятник культуры Малопольского воеводства[4].